# Aporia harrietae
Aporia harrietae är en fjärilsart som först beskrevs av De Nicéville 1893.  Aporia harrietae ingår i släktet Aporia och familjen vitfjärilar.
Artens utbredningsområde är Bhutan. Inga underarter finns listade i Catalogue of Life.